# Gravity Pleasure Switch Back Railway
Gravity Pleasure Switch Back Railway in Coney Island (Brooklyn, New York, USA) war die erste Achterbahn in Amerika. Sie wurde von LaMarcus Adna Thompson 1881 entworfen und 1884 errichtet.
Vorbild dieser Anlage war der „Mauch Chunk Switchback Railway“, eine zur Vergnügung zweckentfremdete Kohleminenbahn im heutigen Jim Thorpe (Pennsylvania), welche Thompson einige Jahre zuvor gefahren war. Die Fahrt in dem gerade mal rund 11 km/h schnellen Fahrzeug kostete die Fahrgäste fünf Cent.
Thompson ließ seine Erfindung patentieren und baute aufgrund des Erfolges später weitere Bahnen dieses Typs an mehreren Orten der USA.
Die Abläufe der Bahn waren noch nicht automatisiert und so wurden die Fahrzeuge zum Start angeschoben und am Ende von Mitarbeitern wieder auf die Starthöhe geschoben und für die Rückfahrt gedreht. Die spätere Entwicklung des per Dampf angetriebenen Kettenlifts, der von Charles Alcokes patentiert wurde, besiegelte das Ende dieser manuell betriebenen Bahnen.
Thompson baute allerdings weiterhin viele Achterbahnen, wie kurze Zeit später die ersten Scenic Railways und bald sogar komplette Freizeitparks.
Wie viele andere dieser frühzeitlichen Achterbahnen wurde auch die Switchback Railway durch die technische Entwicklung schnell überholt, abgebaut und vermutlich durch größere Anlagen ersetzt.